# Robert G. W. Anderson

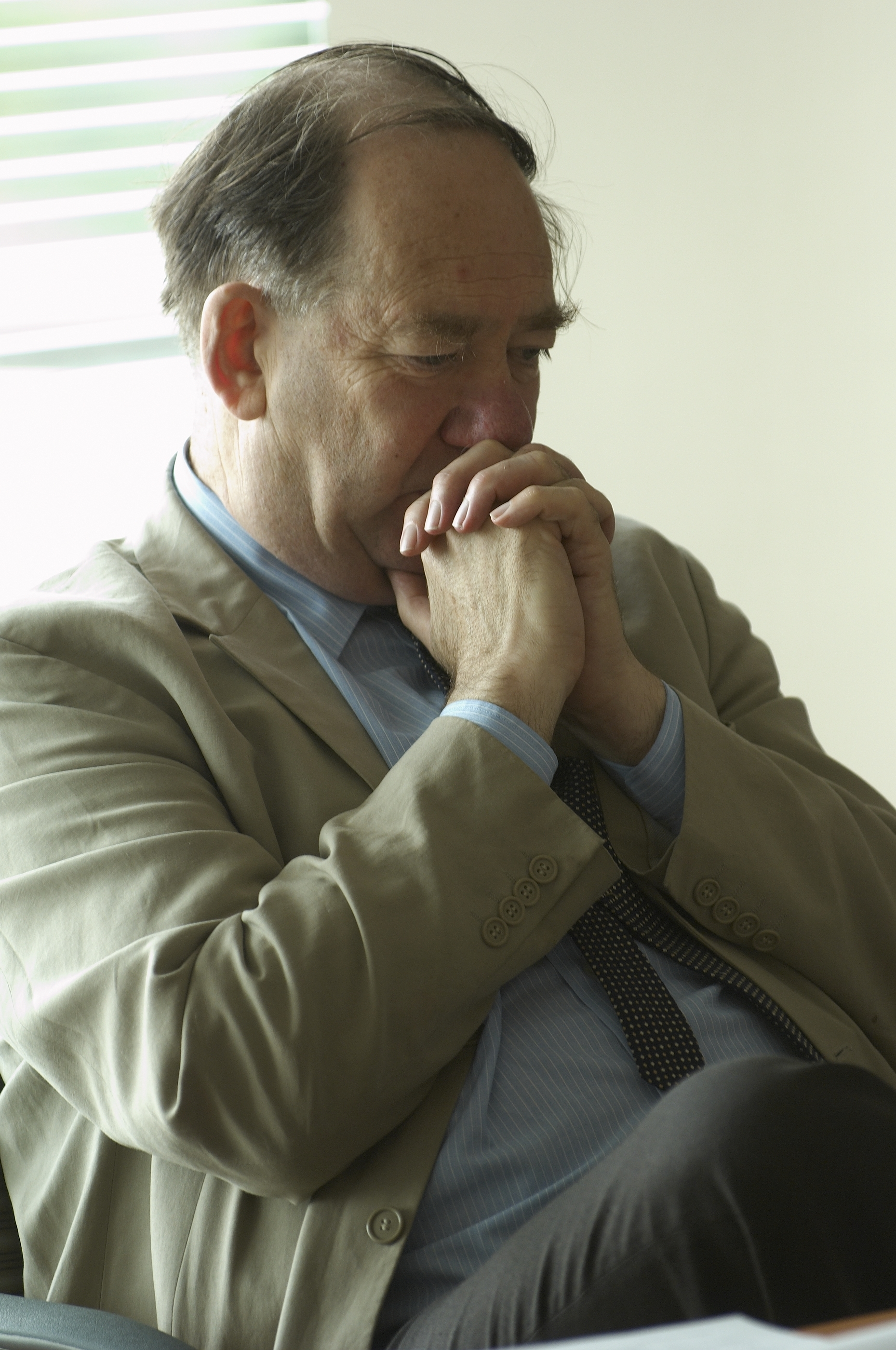
Robert G. W. Anderson

Robert Geoffrey William Anderson (* 2. Mai 1944 in London) ist ein britischer Chemiehistoriker. Von 1992 bis 2002 war er Direktor des British Museum.
Anderson studierte Chemie an der Universität Oxford (St. John’s College) mit dem Bachelor-Abschluss 1966 und der Promotion 1977 über inelastische Neutronenstreuung von adsorbierten Molekülen. Danach war er Kurator der chemischen und physikalischen Sammlung am Royal Scottish Museum in Edinburgh und ab 1975 am Science Museum in London in der Abteilung Chemie. Dort war er mit der Eingliederung der Wellcome Sammlung zur Medizingeschichte beauftragt und danach Leiter der Chemie-Abteilung. Als Sekretär des Beratungsgremiums des Science Museums überwachte er dessen Privatisierung und überwachte danach die Privatisierung des Royal Scottish Museum. Bei dessen Zusammenlegung mit dem National Museum of Antiquities wurde er 1985 Direktor der National Museums of Scotland. Vor Vollendung des Museum of Scotland (1998) wurde er 1992 Direktor des British Museum. In seiner Zeit als Museumsdirektor wurde die Bibliothek (British Library) in neue Räumlichkeiten überführt und der Great Court von Norman Foster fertiggestellt. 2002 verließ er das British Museum, war ein Jahr am Institute for Advanced Study in Princeton und forschte danach in Cambridge (Clare Hall). Seit Januar 2017 ist er Direktor der US-amerikanischen Chemical Heritage Foundation in Philadelphia.
Er befasste sich besonders mit wissenschaftlichen Instrumenten speziell in der Chemie und in Museumssammlungen. Außerdem befasst er sich mit Joseph Black (Bibliographie, Briefausgabe) und Joseph Priestley und mit Museumsgeschichte, zum Beispiel dem Einfluss von Museen auf die Arbeiterschaft im 19. Jahrhundert.
1986 erhielt er den Dexter Award. 1988 bis 1990 war er Präsident der British Society for the History of Science. Er ist Ehrendoktor in Edinburgh und Durham. Er ist Fellow der Royal Society of Edinburgh, der Society of Antiquaries of London und der Royal Society of Chemistry, deren Wheeler Memorial Lecture er 2004 hielt. Für 2016 wurde ihm der Paul-Bunge-Preis der Gesellschaft Deutscher Chemiker zugesprochen.

## Schriften (Auswahl)
- The Playfair Collection and the Teaching of Chemistry at the University of Edinburgh 1713–1858. Royal Scottish Museum, Edinburgh 1978.
- mit Christopher Lawrence (Hrsg.): Science, Medicine and Dissent: Joseph Priestley 1733–1804. Wellcome Trust, London 1987.
- mit J. G. Fyffe (Hrsg.): Joseph Black. A Bibliography. Science Museum, London 1992.
- mit  M. L. Caygill, A. G. MacGregor, L. Syson (Hrsg.): Enlightening the British: Knowledge, Discovery and the Museum in the Eighteenth Century. British Museum Press, London 2003.
- mit Jean Jones (Hrsg.): The Correspondence of Joseph Black. Ashgate, Farnham 2012